# Luis Rodríguez Camaleño
Luis Rodríguez Camaleño (Reinosa, c. 1791-Madrid, 1863) fue un jurista, profesor, político y escritor español.

## Biografía
Habría nacido en 1791 en Reinosa. Jurisconsulto, catedrático y escritor, se doctoró en 1816 en la Universidad de Valladolid y fue catedrático de la misma poco después. Muchos de sus trabajos fueron publicados en la Revista de Legislación y Jurisprudencia. En el plano político fue diputado y senador. Falleció en Madrid en 1863.